# Keya Paha
La Keya Paha est une rivière des États-Unis, affluent de la Niobrara et donc sous-affluent de la rivière Missouri. Elle prend sa source dans le comté de Todd au Dakota du Sud puis s'écoule vers le sud-est avant d'entrer dans le Nebraska où elle se jette dans la Niobrara.